# الیمادیان
الیمادیان، ایلوالو (به لاتین: Alimodian, Iloilo) یک سکونتگاه مسکونی در فیلیپین است که در ایلوئیلو واقع شده‌است.

## خصوصیات
الیمادیان ۱۴۴٫۸۲ کیلومترمربع مساحت و ۳۷٬۴۸۴ نفر جمعیت دارد.